# Apache Corporation
A Apache Corporation é uma empresa que atua na exploração de hidrocarbonetos . Suas operações se organizam em Delaware e está sediada em Houston . A empresa ocupa a 411ª posição na lista Fortune 500 .

## Operações atuais
Em 2017, a produção total da empresa foi de 457.000 barris de óleo equivalente por dia, dos quais 51% estavam nos Estados Unidos, 36% no Egito e 13% no Mar do Norte .
Em 31 de dezembro de 2017, a empresa possuía 1.175 bilhões de barris de óleo equivalentes das reservas provadas estimadas, das quais 69% estavam nos Estados Unidos, 20% no Egito e 11% no Mar do Norte .
Quase todas as reservas da empresa nos EUA estão na Bacia do Permiano . A Apache também possui reservas no oeste de Oklahoma, no Texas Panhandle e no sul do Texas .
A empresa opera em áreas remotas do Deserto da Líbia, no Egito desde 1994 e não sofreu interrupções, por conta de turbulências políticas.
A empresa opera no Mar do Norte desde 2003, predominantemente no Forties oilfield.
|                | % Do total                                |                  |                                                                         |
| Área           | Reservas provadas no final do ano de 2019 | Produção de 2019 | Áreas de atuação                                                        |
| Estados Unidos | 68%                                       | 59%              | Bacia do Permiano, Oklahoma ocidental, Texas Panhandle e sul do Texas . |
| Egito          | 19%                                       | 28%              | Deserto da Líbia                                                        |
| mar do Norte   | 13%                                       | 13%              | Quarenta campo petrolífero                                              |

## História

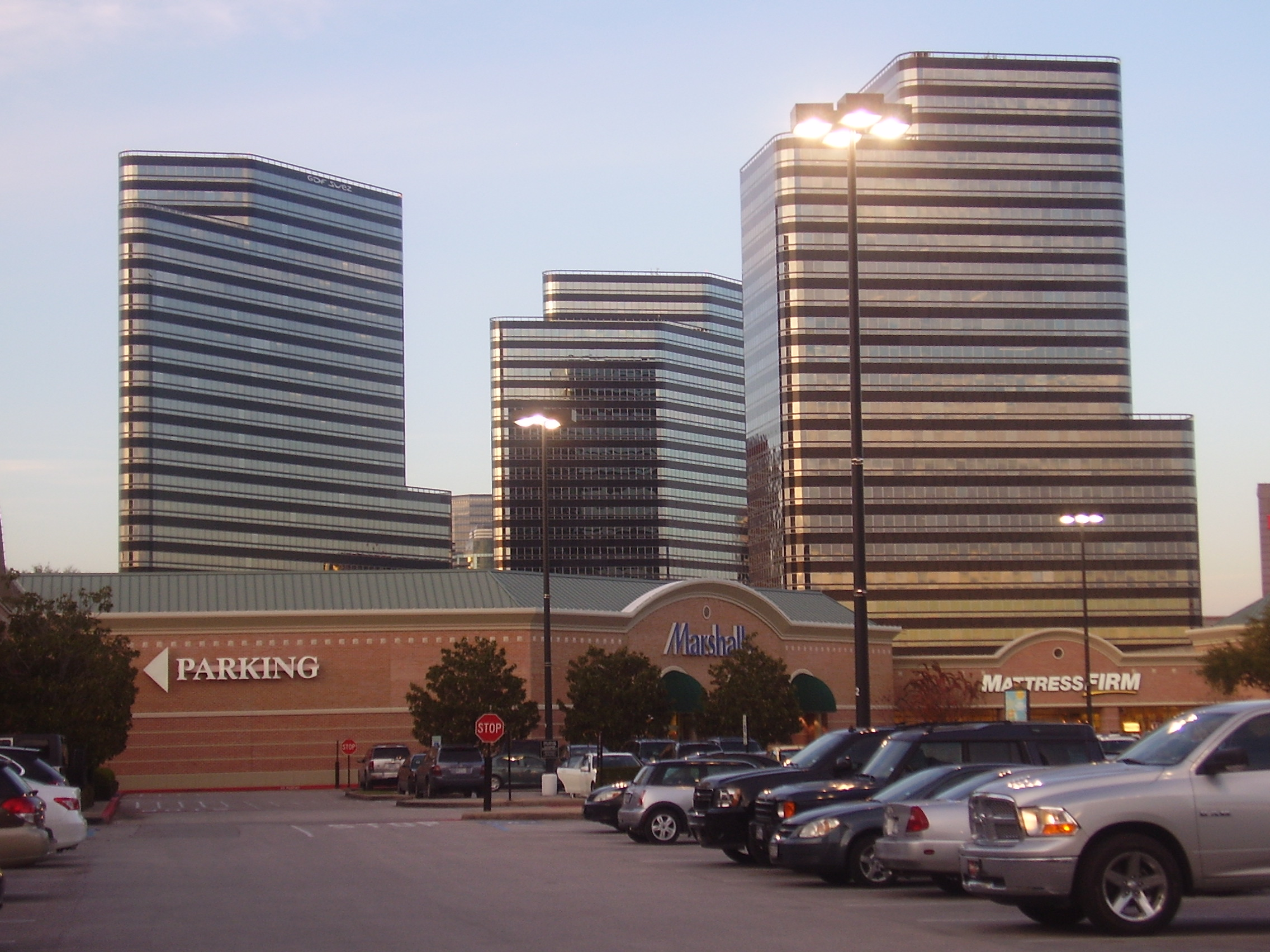
A sede da Apache Corporation em Post Oak Central, Houston, Texas.

Em 1954, a Apache Oil Corporation foi fundada em Minneapolis, Minnesota, por Truman Anderson, Raymond Plank e Charles Arnao, com um financiamento de US $ 250.000.
Em 1960, a empresa adquiriu participações na Torre Foshay, um marco histórico em Minneapolis. A imitação de 32 andares do Monumento a Washington tornou-se a sede da Apache do início dos anos 1960 até 1984.
Em 1969, a empresa se tornou uma empresa pública por meio de uma oferta pública inicial.
Em 1970, a empresa se diversificou na agricultura com a aquisição do S&J Ranch na Califórnia. A fazenda produzia frutas cítricas, figos, pistache, azeitonas e amêndoas .
Em 1971, a empresa formou a Apache Exploration Company (posteriormente "Apexco") como sua empresa operacional de petróleo e gás.
Em 1977, a empresa vendeu a Apexco e suas explorações não petrolíferas, incluindo a fazenda, e reinvestiu em um acordo de fazenda com a GHK para operar seus poços na Bacia Anadarko .
Em 1980, a empresa adquiriu uma participação não operacional, através da participação em uma joint venture da Royal Dutch Shell, em operações no Golfo do México .
Em 1981, a empresa criou a Apache Petroleum Company (APC), a primeira parceria pública limitada nos Estados Unidos .
Em 1985, a empresa adquiriu poços de petróleo e gás em 8 estados da David Holdings por US $ 200 milhões. Em 1986, a empresa adquiriu ativos de petróleo e gás no Golfo do México da Occidental Petroleum.
Em 1987, a empresa mudou sua sede de Minneapolis para Denver .
Em 1991, a empresa dobrou suas reservas adquirindo ativos da Amoco, incluindo uma posição na bacia do Permiano no oeste do Texas, por US $ 515 milhões e 2 milhões de ações da Apache.
Em 1992, a empresa mudou sua sede para Houston, Texas, e assinou um contrato de arrendamento de 220.000 pés quadrados de espaço para escritório.
Em 1993, a empresa adquiriu a Hadson Energy Resources em uma transação de US $ 58 milhões, expandindo seus ativos para o oeste da Austrália.
Em 1994, a empresa iniciou suas operações no Egito adquirindo uma participação não operada de 25% na concessão Qarun, operada pelas empresas de recursos da Phoenix. A produção começou em dezembro de 1995.
Em 1995, a empresa adquiriu a Dekalb Energy Canada, marcando o retorno da Apache ao Canadá, em uma transação de ações de US $ 285 milhões.
Em 1995, a empresa também adquiriu da Texaco 315 campos de petróleo e gás na Bacia do Permiano, na costa do Golfo Texas-Louisiana, oeste de Oklahoma, leste do Texas, Montanhas Rochosas e Golfo do México.
Em 1996, a empresa adquiriu a Phoenix Resources e assumiu as operações da Concessão Qarun no Egito.
Em 1999, a empresa adquiriu campos e arrendamentos no Golfo do México da Royal Dutch Shell por US $ 715 milhões em dinheiro, mais 1 milhão de ações.
Em 2001, a empresa adquiriu operações da Repsol YPF no deserto da Líbia do Egito por US $ 410 milhões.
Em 2002, a empresa perfurou seus primeiros poços em águas profundas na Concessão do Mediterrâneo Ocidental do Egito.
Em 2003, a empresa adquiriu a Forties oilfield, o maior campo já descoberto no Mar do Norte do Reino Unido, bem como ativos no Golfo do México da BP por US $ 1,3 bilhão.
Em maio de 2005, a Apache e a ExxonMobil concluíram uma série de acordos que previam transferências e joint ventures em uma ampla gama de propriedades no oeste do Canadá.
Em outubro de 2005, a empresa vendeu parcialmente sua participação na seção de águas profundas da concessão no Egito.
Em abril de 2006, a empresa adquiriu propriedades da Gulf of Mexico Shelf da BP .
Em junho de 2006, a empresa vendeu sua participação na produção de petróleo na China para a ROC Oil Company Limited, com sede na Austrália, por US $ 260 milhões.
Em 2007, um poço horizontal de teste no projeto Van Gogh, no golfo de Exmouth, Austrália Ocidental, produziu 9.694 barris por dia.
Em fevereiro de 2010, a empresa iniciou a produção a partir do desenvolvimento de Van Gogh, no mar da Austrália Ocidental.
Em março de 2010, um juiz federal confirmou a decisão da empresa de excluir da votação da reunião anual uma proposta de governança corporativa de uma pessoa que não havia provado em tempo hábil que ele realmente era um dos acionistas da empresa.
Em junho de 2010, a empresa adquiriu ativos da Devon Energy no Golfo do México por US $ 1,05 bilhão.
Em julho de 2010, a empresa adquiriu ativos da BP no Texas, sudeste do Novo México, oeste do Canadá e Egito por US $ 7 bilhões.
Em novembro de 2010, a empresa adquiriu a Mariner Energy por US $ 2,7 bilhões.
Em 2011, a empresa descobriu oito poços de petróleo na Bacia do Faghur, no Egito .
Em janeiro de 2012, a empresa adquiriu ativos da ExxonMobil no campo de Beryl, no Mar do Norte.
Em maio de 2012, a empresa adquiriu a Cordillera Energy Partners por US $ 2,5 bilhões em dinheiro e 6,3 milhões de ações ordinárias. A aquisição adicionou aproximadamente 17 milhões de barris de óleo equivalente às reservas da Apache e fortaleceu sua posição no oeste de Oklahoma e no Texas Panhandle.
Em novembro de 2013, a empresa vendeu uma participação de 1/3 dos seus ativos egípcios para a Sinopec
Em 2015, a empresa vendeu seus ativos na Austrália Ocidental por US $ 2,1 bilhões.
Em 2016, a empresa vendeu sua participação no gasoduto de evacuação de gás da área escocesa.
Em 2017, a empresa vendeu seus ativos no Canadá para a Paramount Resources por C $ 459,5 milhões.

## Controvérsias

### Derramamento de resíduos tóxicos em 2013
Em 1 de junho de 2013, observou-se uma ruptura do gasoduto Apache no norte de Alberta, Canadá, derramando 60.000 barris (9,5 milhões de litros) de resíduos tóxicos no que foi citado como um dos maiores desastres da história recente na América do Norte.

### Explosão de gasoduto
Em junho de 2008, a explosão do gasoduto no centro de processamento da Apache na ilha de Varanus levou à crise de gás da Austrália Ocidental em 2008 . O governo australiano foi forçado a retirar as acusações como resultado de um detalhe técnico.

### Tentativas de limitar as propostas dos acionistas
Em 2007, o CEO da Apache, G. Steven Farris, escreveu à Comissão de Valores Mobiliários dos EUA a favor dos limites das propostas não vinculativas dos acionistas nas reuniões anuais das empresas públicas.